# Syvårskrigen (1756–1763)
 For alternative betydninger, se Syvårskrigen. (Se også artikler, som begynder med Syvårskrigen)
Syvårskrigen(i) blev udkæmpet fra 1756 til 1763 og indbefattede Preussiske Syvårskrig og den franske og indianske krig. De vigtigste europæiske stormagter blev involveret i denne krig, der var den sidste væsentlige militærkonflikt i Europa før den Franske revolution.
Hovedmodstanderne var Storbritannien, Preussen og Hannover på den ene side og Frankrig, Østrig, Rusland, Sverige og Sachsen på den anden. Spanien og Portugal blev senere trukket ind i konflikten, mens en styrke fra de neutrale Nederlande blev angrebet i Indien. Som den første konflikt i historien bredte kamphandlingerne sig til alle verdensdele, hvor stater ofte blev inddraget i krigen som allierede med de europæiske magter. Winston Churchill kaldte derfor Syvårskrigen for den første verdenskrig. Størstedelen af de involverede i krigen stammede dog enten fra de europæiske stater eller deres oversøiske kolonier. Det totale tabstal for hele Syvårskrigen er blevet anslået til mellem 900.000 og 1.400.000 døde personer.
Krigen medførte ingen territoriale ændringer i Europa, men betød afslutningen på fransk dominans i både Europa og i Nordamerika. Pga. sit nederlag til Storbritannien i kolonierne mistede Frankrig næsten alle sine amerikanske besiddelser(ii), og landets prestige faldt som følge af en elendig krigsindsats i Europa. I stedet blev Storbritannien den dominerende koloni- og flådemagt, og udvidede markant sine besiddelser i Amerika, og i Indien hvor British East India Company opnåede en position som regionens stærkeste magt. Den franske flåde blev stærkt reduceret og blev først en trussel mod den britiske flåde efter en langvarig genopbygningsproces i samarbejde med Spanien, og i de næsten 30 år indtil Revolutionskrigene mod Frankrig brød ud i 1792 var Royal Navy enerådende på de store oceaner.  Trods nederlag til en overmægtig koalition og næsten udslettelse kom Preussen ud af krigen uden territoriale tab, og blev regnet som en militær stormagt.

## Nomenklatur
I Canada og Storbritannien bruges betegnelsen the Seven Years' War for kampene på alle krigsskuepladserne i Europa, i Nordamerika og Asien, og i Frankrig bruges betegnelsen La guerre de Sept Ans på samme måde. I Tyskland kaldes den preussiske del Der dritte schlesische Krieg, mens den globale konflikt hedder Der siebenjährige Krieg. I Indien betegnes krigen som the Second Carnatic War.

## Oversigt
Krigen kan ses som en fortsættelse af den Østrigske Arvefølgekrig (1740-1748), da den østrigske kejserinde Maria Theresia ønskede at genvinde de tab, Østrig led. Samtidig blev Storbritannien og Frankrig involveret i en stadig mere intens strid i deres kolonier: I Nordamerika stødte de franske og britiske interesser især sammen i den frugtbare Ohiodal, og allerede i 1754 var en uformel krig brudt ud mellem de britiske og de franske kolonier. Hvor de forgående krige mellem Frankrig og Storbritannien primært blev udkæmpet i Europa, fandt de væsentligste konfrontationer mellem de magter i denne krig sted i de oversøiske kolonier. Mens Storbritannien koncentrerede sine kræfter uden for Europa og lod sine tyske allierede om at kæmpe der, måtte Frankrig kæmpe både ude og hjemme.
I 1753 havde de to tidligere fjender Frankrig og Østrig indgået en alliance mod Preussen. Frederik 2. af Preussen, som nu er isoleret, indgår derfor den britisk-preussiske konvention i Westminster 1756. Situationen spidses yderligere til efter den fransk-østrigske alliance udvides med Sachsen, Sverige og det Tyske Rige (undtagen Hannover, Hessen-Kassel og Braunschweig).
Konfliktens formelle start var d. 15. maj 1756, da Storbritannien erklærede Frankrig krig. Frederik 2. besluttede at handle først og krydsede grænsen til Sachsen d. 29. august. Kampene mellem franske og britiske kolonitropper, som begyndte tre år tidligere, var allerede en international affære, og disse spændinger mellem de to rivaliserende stormagter var i høj grad medvirkende til at sætte krigen i gang.
Franskmændene brugte som en del af deres overordnede strategi krigen i Nordamerika til at binde britiske tropper dér, ved at destabilisere de britiske koloniers grænseområder med hjælp fra deres indianske allierede. Omvendt betød indsatsen af briternes allierede i Europa, at Storbritannien kunne koncentrere sit eget engagement i de oversøiske områder. Storbritanniens støtte til sine allierede begrænsede sig til økonomisk bistand, og efter Canadas kapitulation i 1760 trak de sig nærmest helt ud af krigen; i Preussen, der måtte kæmpe alene mod en stærk koalition, blev dette sent glemt.

## Krigsskuepladser
Denne krig var ikke begrænset til Europa, men blev udkæmpet mange steder i hele verden. Resultatet af krigen fik ligeledes stor betydning i alle de verdensdele, hvor den blev udkæmpet.
De vigtigste krigsskuepladser var:
- Tyskland og Centraleuropa
- Nordamerika – Ny Frankrig og Britiske kolonier
- Indien
- Caribien, Afrika og de store oceaner

### Europa: Den Preussiske Syvårskrig
Fra et militært synspunkt var det mest interessante ved krigen i Europa ikke de militære slag, men de marcher og kontramarcher, som Frederik 2. excellerede i; denne mobile krigsførelse skulle senere blive beundret af især Napoleon. Syvårskrigen var den sidste større krig, der blev udkæmpet i Europa indtil Revolutionskrigene og Napoleonskrigene. Mange af de taktiske og strategiske idéer, som blev brugt i disse krige, havde deres oprindelse i Syvårskrigen.
Frederik 2. tog initiativet ved at angribe de uforberedte østrigske og sachsiske hære uden nogen formel krigserklæring. Trods dette lykkedes det sachserne at forsinke den preussiske kampagne, så krigen kunne trække ud. I foråret 1757 så situationen meget mørk ud for preusserne, da Frederik 2. led sit første nederlag i Slaget ved Kolin, og da både Østrig og Frankrig samtidigt mobiliserede for at angribe selve Preussen. Alligevel lykkedes det Frederik 2. at besejre først den franske hær og derefter den østrigske hær. Måden de to sejre blev opnået på, har især bidraget til Frederik 2. store ry som hærfører.
I foråret 1758 invaderede preusserne Østrig, men vandt ingen afgørende sejre, samtidigt besejrede preusserne dog Frankrig to gange og holdt stand mod en russisk hær. I oktober lykkedes det gentagne gange en svensk hær at holde stand mod preussiske angreb, og østrigerne knuste Frederik 2.'s hær ved et overraskelsesangreb. Trods det lykkedes det Frederik 2. at trække sig tilbage i god orden.
Frankrig åbnede sin kampagne mod Storbritannien med et angreb på Minorca og besatte øen i resten af krigen.
Briterne planlagde en landgang i Rochefort. Ekspeditionsstyrken afsejlede i september 1757, men det blev hurtigt klart at det var umuligt at indtage Rochefort, og styrken returnede til England. William Pitt ønskede dog at fortsætte med lignede operationer, og en styrke under Charles Spencer blev samlet i 1758, men opnåede aldrig tilfredsstillende resultater. Pitt forberedte nu indsættelse af tropper på kontinentet, briterne gjorde landgang i Bretagne for bl.a. at erobre St. Malo, hvilket aldrig lykkedes, og den britiske hær måtte evakueres med store tab.
I stedet planlagde Frankrig en invasion af Storbritannien og begyndte derfor at samle tropper ved udmundingen af Loire i 1759. Da den franske middelhavsflåde blev besejret af briterne og atlanterhavsflåden ved Quiberon lykkedes det ikke franskmændene at samle en flåde, som var stor nok til en invasion.
1759 medførte også flere alvorlige preussiske nederlag, som i høj grad var et resultat af en preussisk undervurdering af de russiske styrkers kapacitet. 1760 gjorde kun situationen værre for preusserne. Kun ved Liegnitz og ved Torgau lykkedes det Frederik 2. at vinde sejre, men franske, østrigske, russiske og svenske hære besatte store dele af Preussen. I 1761 trådte en nyt land ind i krigen, da Spanien erklærede Storbritannien krig. Preussen kunne nu knapt holde stand mod de kombinerede styrker fra Frankrig, Østrig og Rusland.
I 1761 var Preussens hær blevet stærkt reduceret, og Storbritannien truede nu med at trække sin støtte tilbage; det totale sammenbrud nærmede sig. I dette sorte øjeblik indtraf der et mirakel for Frederik 2. Tzaritsa Elizabeth døde, og blev efterfulgt af den ”prussophile” Peter 3.. Han trak omgående sine tropper tilbage fra Berlin og var mellemmand i en fred mellem Sverige og Preussen. Det gav Frederik 2. mulighed for at drive Frankrig og Østrig ud af Preussen.

### Nordamerika: Franske og indianske krig
Både Storbritannien og Frankrig gjorde krav på den frugtbare Ohiodal, og vha. handelstationer og forter søgte de at øge deres indflydelse mest muligt i hele området mellem Appalacherne og Mississippi-floden, fra de Store søer til den Mexicanske Golf.
Begge kolonimagter ignorerede de oprindelige amerikaneres krav på landet, som derfor var under stort pres for at opretholde deres livsgrundlag. Situationen i grænseområdet mellem de forskellige magters grænseområder havde længe været spændt, og overfald på nybyggere var ikke ualmindelige. De oprindelige amerikanere kæmpede på begge sider, Irokesernes konføderation for briterne og Algonqin-nationen for franskmændene.
Efter en række nederlag i den indledende fase fik briterne langsomt franskmændene presset mod nord, og i 1759 kunne briterne erobre hovedstaden i Ny Frankrig, Québec, og de øvrige franske bosættelser. Det lykkedes briterne at blokere for franske forsyninger og forstærkninger fra moderlandet, og derfor fandt der herefter ikke mange større kamphandlinger sted inden fredsslutningen.

### Indien
British East India Companys egne tropper udgjorde de britiske militære styrker i Indien i kampene mod Frankrigs La Compagnie des Indes Orientales. I begyndelsen af krigen havde franskmændene stor fremgang og gav bl.a. bistand til Nawaben af Bengalen Siraj Ud Daulah, da han erobrede det britiske Fort William ved Kolkata (tidligere Calcutta).
I juni 1757 indtraf et vendepunkt for briterne, da Nawabens hær og briterne under kommando af Robert Clive indledte et slag ved Plassey i Bengalen. Clive havde imidlertid ført hemmelige forhandlinger med Nawabens hærfører Mir Jafar, som forrådte sin herre og deserterede med en meget stor del af hærstyrken. Briterne vandt herefter en let sejr over Nawaben og sikrede sig kontrollen over Bengalen, så franskmændene kunne drives ud af Indien.

### De store Oceaner med Caribien og Afrika
Efter den britiske sejr over den franske atlanterhavsflåde i Quiberon bugten 1759 var det britiske herredømme på havet uantastet. Franskmændene havde nu umådeligt svært ved at sende forsyninger til deres kolonier, og Frankrigs evne til at føre krig udenfor Europa svandt bort.
Franske kapere voldte dog stadig problemer for de britiske handelsskibe, så i maj 1759 blev de strategisk vigtige franske øer Guadeloupe og Marie-Galante erobret af briterne, og i marts 1762 var resten af de franske øer i Caribien blevet erobret ved fælles operationer mellem hær og flåde.
Efter Spanien har indtrådt i krigen på fransk side besætter britiske tropper Havana på Cuba samt Manila på Filippinerne i 1762.
I Vestafrika besættes alle franske støttepunkter i Senegambien, som er området mellem floderne Senegal og Gambia.

## Freden
Krigen fandt sin afslutning ved Freden i Paris og Freden i Hubertusburg (1763).
Størsteparten af de erobrede landområder fra den europæiske del af krigen blev leveret tilbage til ejerne fra før krigen, men Storbritannien vandt store oversøiske områder, primært på Frankrigs bekostning. Frankrig fik valget mellem at beholde sine caribiske besiddelser eller Ny Frankrig, og man valgte øerne Guadeloupe, Martinique og Saint Lucia i Caribien samt øerne Saint Pierre og Miquelon ved Newfoundland.
Freden i Hubertusburg (15. februar 1763) blev indgået mellem Preussen, Sachsen og Østrig, og den betød, at de europæiske grænser blev ført tilbage til deres udseende før krigen. Dermed fik Preussen bekræftet retten til Schlesien efter at have overlevet angreb fra flere lande, der hver især var større end Preussen.
Freden i Paris (10. februar 1763) blev indgået af Storbritannien, Frankrig, Spanien og Portugal. Fredstraktakten. Denne traktat indledte Storbritanniens dominans som kolonimagt, og blev præget af en række komplicerede udvekslinger af territorier i kolonierne. Den største udveksling fandt sted i Amerika, hvor Storbritannien overtog alle de franske besiddelser i Nordamerika øst for Mississippi, og de franske øer i Caribien, på nær Guadeloupe, Martinique og Saint Lucia. Frankrig fik under forhandlingerne valget mellem at beholde Ny Frankrig eller sine caribiske besiddelser, og valgte de sidstnævnte pga. deres sukkerproduktion. Dette passede briterne fint, da de selv havde sukkerproducerende kolonier, og i stedet behøvede land i Nordamerika.  Fraværet af truslen fra de franske kolonier var dog en medvirkende faktor til udbruddet af en Amerikanske revolution. New Orleans og Fransk Louisiana blev overdraget til Spanien, mens Cuba blev leveret tilbage til Spanien som modydelse for Storbritanniens overtagelse af Florida. Desuden beholdt Frankrig øerne Saint Pierre og Miquelon og derved adgangen til det givtige fiskeri ved Newfoundland.
I Indien beholdt Frankrig sine faktorier, men måtte afstå fra at have tropper og opføre forter i Bengalen og levere Sumatra tilbage til briterne.
I Middelhavet genvandt Storbritannien kontrollen over Minorca.
Slavestationen på Gorée ved Afrika skulle leveres tilbage til Frankrig, mens stationerne i Senegal blev overdraget til Storbritannien.
Storbritannien bekræftede i traktaten sine nye undersåtters rettigheder til frit at praktisere deres katolske tro, og samtidig blev den britiske konges status (på vegne af Hannover) som kurfyrste i det Tysk-Romerske Rige fastslået.

## Konsekvenser
De europæiske grænser vendte tilbage til status quo fra før krigen, og på trods af at landets hære næsten var blevet udslettet under angreb fra fire stater overlevede Preussen som stat uden territoriale tab. At Preussen overhovedet kom ud af krigen uden andre tab end menneskeliv bliver traditionelt regnet som en stor sejr for Frederik den Store, da han stod overfor modstandere der hver især var langt stærkere end hans eget land. Den europæiske magtbalance var herefter forandret; Preussen var blevet den femte og nyeste stormagt, Ruslands indflydelse var stigende, mens Frankrigs nederlag havde skærpet den indre kritik af "l'Ancien régime", og modsætningerne mellem Østrig og Preussen kom til at præge tysk politik indtil 1866.
Nogle historikere har kaldt dette for begyndelsen på det moderne Tyske Rige, da Preussen som resultat af traktaten øgede sin indflydelse enormt på bekostning af det Tysk-romerske rige.[kilde mangler] Andre mener, at den europæiske del af konflikten ingen betydning fik, fx historikeren Fred Anderson, der med udgangspunkt i, at Preussen uafvendeligt ville få større indflydelse, mener, at seks års heroiske udgifter og dyrisk blodbad havde ført til præcis ingenting.
Krigen ændrede også de økonomiske, politiske og sociale relationer mellem Storbritannien og dets kolonier. Landet blev pga. de store udgifter, der var forbundet med at føre krig over hele kloden, kastet ud i stor gæld. Den britiske krone valgte at skaffe penge til at betale med ved at hæve skatterne i kolonierne. Utilfredsheden med disse skatter var et vigtigt element i de begivenheder, der førte til den Amerikanske uafhængighedskrig (1775-1783).

### Anden hundredårskrig
Syvårskrigen var en vigtig fase af en langvarig anglo-fransk konflikt, som varede fra 1689 til 1815. Perioden var præget af mange krige mellem forskellige alliancer og koalitioner, men de centrale aktører var hver gang Frankrig og Storbritannien. Dette har fået flere historikere til at foreslå navnet Anden hundredårskrig.